# Oorlogsmonument Hoensbroek
Het oorlogsmonument in Hoensbroek bestaat uit een beeld van een vrouw, met aan haar voeten een kleine jongen. Het beeld staat op een voetstuk met een plaquette. Het monument werd begin jaren vijftig ontworpen door Charles Vos en werd op 3 mei 1953 onthuld op de hoek van de Marktstraat en de Hoofdstraat in het centrum van de destijds zelfstandige gemeente Hoensbroek, tegenwoordig gemeente Heerlen. Het monument staat naast de Kleine Sint-Janskerk.
Het beeld symboliseert een gezin dat incompleet is en gedenkt burgers die omkwamen in de Tweede Wereldoorlog alsmede omgekomen militairen in Nederlands-Indië.

1940 - 1945
DANK AAN HEN
DIE VIELEN VOOR
HET VADERLAND
— Tekst op de plaquette